# 아돌프 아당

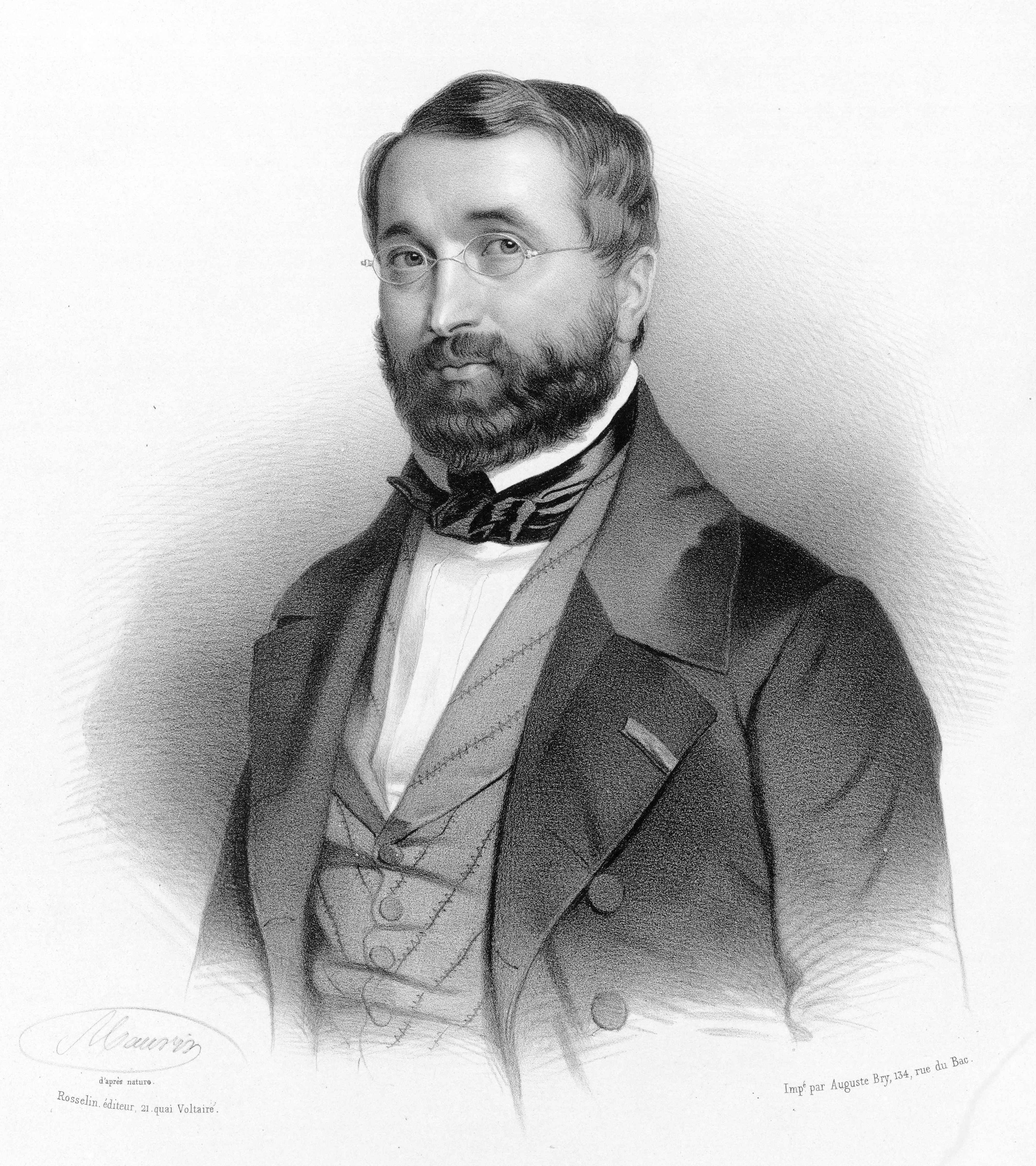
아돌프 아당

아돌프 샤를 아당(프랑스어: Adolphe Charles Adam, 1803년 7월 24일 ~ 1856년 5월 3일)은 프랑스의 발레 음악 및 오페라 작곡가, 음악 평론가이다. 아당은 오페라와 발레을 다작하던 작곡가로, 오늘날 아당은 그의 발레곡인 《지젤》(1841년)과 그의 마지막 작품인《르 고르사쥬》(1856년), 그리고 오페라《투우사》(프랑스어: Le toréador ou L'accord parfait 1849년)와 크리스마스 캐롤인 《거룩한 밤》(1847년)의 작곡가로 알려진다.

## 일대기
아당은 작곡가이자 파리 음악원의 교수인 아버지 루이스 ((1758년 - 1848년)는 알자스의 무터숄츠에서 요한 루드비히 아담으로 태어났다)와 의사의 딸이던 어머니 사이에서 태어났다. 어린 시절 아당은 음악을 진지하게 공부하는 것보다는, 자신만의 언어로 음악을 즉흥으로 연주하는 것을 선호하였다. 아당은 1821년 파리 음악원에 들어가서, 오르간과 발 풍금을 유명 오페라 작곡가인 프랑수와 아드리앙 브와엘디외에게서 배웠다. 아당은 리듬 감각과 시야를 익히기 위해서, 음악원 교향악단에서 트라이앵글을 연주하였다. (그의 후기 작품에서 트라이앵글의 사용이 두드러진다) 다른 유명세를 떨친 프랑스 작곡가들처럼 아당은 로마대상을 수상하지 못했고, 그의 아버지는 그가 음악가의 길을 걷는 것을 달가워하지 않았다.
20세가 되었을 때, 그는 Paris vaudeville houses을 위해서 노래 몇곡을 작곡하였고, 후에 합창단 마스터로 일하던 Gymnasie Dramatique의 교향약단에서 연주하였다. 다른 프랑스 작곡가들처럼, 아당은 오르간 연주로 대부분의 생계를 꾸렸다. 1825년 아당은 스승인 브와엘디외를 도와 《백색의 숙녀》의 일부를 준비하는 데 도움을 주었고, 악보에서 피아노 부분을 줄였다. 그는 그동안 번 돈으로 유럽을 여행하면서, 스위스의 제네바에서 후에 그와 공동 작업을 하는 외젠 스크리브를 만났다. 1830년에는 아당은 무대를 위한 28개의 작품을 완성하였다.
아당은 발레 《지젤》로 가장 기억되며, 여러개의 다른 발레곡 및 《롱쥐뫼의 우편배달부》(1836년)와 《만약 내가 왕이라면》(1852년)을 포함하여 39개의 오페라를 작곡하였다.
아당은 오페라 지휘자와 심한 언쟁 후, 자신의 돈과 거액의 돈을 빌려서, 파리에 세 번째 오페라 극장인 국립극장(Théâtre National)을 열었다. 이 극장은 1847년에 개관했으나 1848년 혁명때문에 막대한 빚을 지고, 곧 문을 닫게 되었다. 아당은 빚으로부터 벗어나려고, 짧은 기간 동안 신문기자로 일하기도 하였다. 1849년부터 그가 죽는 날까지, 아당은 파리 음악원에서 작곡을 가르쳤다.
아당의 크리스마스 캐롤인 《거룩한 밤》(프랑스어: Cantique de Noël)은 세계적인 애호곡이 되어, 라디오 전파를 타는 첫 번째 곡이 되었다.
아돌프 아당이 유태인이라는 실체가 없는 몇가지 주장이 있어 왔다. 아당은 로마 가톨릭교회식 장례를 치러진 것으로 확인되었다. 1856년 5월 4일 "La France Musicale"에서 그의 부고에서 "아돌프 아당의 장레식은 5월 5일 월요일 로레트성모 교회(Notre-Dame-de-Lorette)에서 열릴 예정이다. 이 장례에 대한 보고는 "La France Musicale" 5월 11일 판에서 "이 종교적인 장례식에서...."
아돌프 아당의 유해는 몽마르트 묘지에 묻혀있다.

## 주요 작품

### 발레
| 작곡 연도 | 제목             | 원어 제목                  |
| --------- | ---------------- | -------------------------- |
| 1830년    | 장화 신은 고양이 | La chatte blanche          |
| 1833년    | 파우스트         | Faust                      |
| 1836년    | 다뉴브의 아가씨  | La fille du Danube         |
| 1837년    |                  | Les Mohicans               |
| 1840년    |                  | L'écumeur des mers         |
| 1840년    |                  | Les Hamadryades            |
| 1841년    | 지젤             | Giselleou Les willis       |
| 1842년    |                  | La jolie fille de Gand     |
| 1843년    |                  | Le diable à quatre         |
| 1845년    |                  | La fille de marbre         |
| 1848년    |                  | Griseldis ou Les cinq sens |
| 1849년    |                  | Le filleule des fées       |
| 1852년    |                  | Orfa                       |
| 1856년    | 해적             | Le corsaire                |

### 오페라
| 작곡 연도 | 제목                | 원어 제목                                                               |
| --------- | ------------------- | ----------------------------------------------------------------------- |
| 1827년    |                     | Le mal du pays ou La bâtelière de Brientz                               |
| 1829년    |                     | Le jeune propriétaire et le vieux fermier                               |
| 1829년    |                     | Pierre et Catherine                                                     |
| 1830년    |                     | Danilowa                                                                |
| 1830년    |                     | Les trois Catherine                                                     |
| 1830년    |                     | Trois jours en une heure                                                |
| 1830년    |                     | Joséphine ou Le retour de Wagram                                        |
| 1831년    |                     | Le morceau d'ensemble                                                   |
| 1831년    |                     | Le grand prix ou Le voyage à frais communs                              |
| 1831년    |                     | Casimir ou Le premier tête-à-tête                                       |
| 1832년    |                     | His First Campaign                                                      |
| 1832년    |                     | The Dark Diamond                                                        |
| 1833년    |                     | Le proscrit ou Le tribunal                                              |
| 1834년    |                     | Une bonne fortune                                                       |
| 1834년    |                     | Le chalet                                                               |
| 1835년    |                     | La marquise                                                             |
| 1835년    |                     | Micheline ou L'Heure de l'esprit                                        |
| 1836년    | 롱쥐뫼의 우편배달부 | Le postillon de Lonjumeau                                               |
| 1838년    |                     | Le fidèle berger                                                        |
| 1838년    |                     | Le brasseur de Preston                                                  |
| 1839년    |                     | Régine ou Les deux nuits                                                |
| 1839년    |                     | La reine d'un jour                                                      |
| 1840년    |                     | La rose de Péronne                                                      |
| 1841년    |                     | La main de fer ou Un mariage secret                                     |
| 1842년    |                     | Le roi d'Yvetôt                                                         |
| 1843년    |                     | Lambert Simnel                                                          |
| 1844년    |                     | Cagliostro                                                              |
| 1844년    |                     | Richard en Palestine                                                    |
| 1847년    |                     | La bouquetière                                                          |
| 1847년    |                     | Les premiers pas ou Les deux génies ou Les mémoires de la blanchisseuse |
| 1849년    |                     | Le toréador ou L'accord parfait                                         |
| 1849년    |                     | Le fanal                                                                |
| 1850년    |                     | Giralda ou La nouvelle psyché                                           |
| 1852년    |                     | Le farfadet                                                             |
| 1852년    |                     | La poupée de Nuremberg                                                  |
| 1852년    | 만약 내가 왕이라면  | Si j'étais roi                                                          |
| 1853년    |                     | Le sourd ou L'auberge pleine                                            |
| 1853년    |                     | Le roi des halles                                                       |
| 1853년    |                     | Le bijou perdu                                                          |
| 1854년    |                     | Le muletier de Tolède                                                   |
| 1854년    |                     | À Clichy, épisode de la vie d'un artiste                                |
| 1856년    |                     | Mam'zelle Geneviève                                                     |
| 1856년    | 팔스타프            | Falstaff                                                                |
| 1856년    |                     | Les pantins de Violette                                                 |